# Uspeniwka (Bilhorod-Dnistrowskyj)
Uspeniwka (ukrainisch Успенівка; russisch Успеновка/Uspenowka, rumänisch Uspenea) ist ein Dorf im Süden der Ukraine, etwa 75 Kilometer südwestlich der Oblasthauptstadt Odessa am Fluss Chadschyder (Хаджидер) gelegen.
Der Ort wurde offiziell 1804 gegründet, die ersten Bewohner kamen aus dem Gouvernement Orjol.

## Verwaltungsgliederung
Am 12. Juni 2020 wurde das Dorf zum Zentrum der neugegründeten Landgemeinde Uspeniwka (Успенівська сільська громада/Uspeniwska silska hromada). Zu dieser zählten auch noch die 7 in der untenstehenden Tabelle aufgelisteten Dörfer, bis dahin bildete es zusammen mit dem Dorf Komyschiwka Perscha die gleichnamige Landratsgemeinde Uspeniwka (Успенівська сільська рада/Uspeniwska silska rada) im Osten des Rajons Sarata.
Seit dem 17. Juli 2020 ist es ein Teil des Rajons Bilhorod-Dnistrowskyj.
Folgende Orte sind neben dem Hauptort Uspeniwka Teil der Gemeinde:
| Name                     | Name            | Name                                                    | Name              |
| ukrainisch transkribiert | ukrainisch      | russisch                                                | rumänisch         |
| ------------------------ | --------------- | ------------------------------------------------------- | ----------------- |
| Bajramtscha              | Байрамча        | Николаевка-Новороссийская (Nikolajewka-Noworossijskaja) | Bairamcea         |
| Komyschiwka Perscha      | Комишівка Перша | Комышевка Первая (Komyschewka Perwaja)                  | -                 |
| Krywa Balka              | Крива Балка     | Кривая Балка (Kriwaja Balka)                            | Cair              |
| Luhowe                   | Лугове          | Луговое (Lugowoje)                                      | Cercel            |
| Nadjarne                 | Над'ярне        | Надъярное (Nadjarnoje)                                  | Hagider           |
| Rojljanka                | Ройлянка        | Ройлянка (Roiljanka)                                    | Răileanca         |
| Sabary                   | Забари          | Забары                                                  | Zabara (Olgental) |